# Aleš Bebler
Aleš Bébler, (psevdonimi Primož Tratnik, Anton Hartman, Andre Kobal ...) slovenski španski borec, partizan, politik, general, diplomat in narodni heroj Jugoslavije, * 8. junij 1907, Idrija (Avstro-Ogrska), † 12. avgust 1981, Ljubljana (Jugoslavija).

## Življenjepis
Pred 2. svetovno vojno se je udeležil španske državljanske vojne. Med vojno je bil pomemben člen OF, po vojni je zastopal Jugoslavijo na raznih diplomatskih konferencah. Po postopnem umiku iz partije, ko je na koncu ostal samo še veleposlanik, je konec življenja preživel kot naravovarstvenik. Njegov sin je profesor na ljubljanski univerzi, Anton Bebler.

### Otroštvo in mladost
Rodil se je mami Frančiški in očetu Boltežarju. V Idriji je hodil v ljudsko šolo. Leta 1915, med prvo svetovno vojno se je družina zaradi lakote začasno preselila k Ivanu Prijatelju na Dunaj. Tam je nadaljeval šolanje in se ob tem naučil nemščine. Družina je po koncu vojne odšla nazaj v Idrijo, kjer je mrgolelo italijanskih vojakov. Ob pogovoru z njimi se je Bebler naučil temeljev italijanščine. Že pri 11 letih je skupaj s svojo družino ostal pod Italijo. Dve leti je obiskoval idrijsko realko, nato pa se je po pobegu iz Italije v Kraljevino SHS vpisal v realko v Celju in jo dokončal leta 1925. Med svojim srednješolskim življenjem se je pridružil Sokolom in se začel udejstvovati v levičarstvu. Vzporedno se je vpisal na fakulteti prava v Ljubljani in Parizu. Leta 1929 se je zaradi svojih protikapitalističnih in komunističnih nazorov pridružil takrat ilegalni Komunistični partiji Jugoslavije, še prej pa tajni organizaciji komunistične mladine SKOJ. Spoznal se je z Borisom Kidričem in Edvardom Kardeljem. Po dveh letih študija v eni in drugi državi je končno diplomiral na sloviti pariški Sorboni. Jugoslovanska oblast mu je prepovedala dohod v njegovo državo, tako da se je moral po končanem študiju skrivati po Franciji. Leta 1933 je dobil strankarsko navodilo, naj se umakne v Sovjetsko zvezo. Tam je zaradi tajnosti dobil lažno identiteto in ponarejene dokumente na ime nekega Nemca. Zaposlil se je in večkrat menjal službo. Imel je srečo, da se je iz Sovjetske zveze umaknil še pred Stalinovimi čistkami.  
V Rusiji je ponovno srečal Edvarda Kardelja, ki ga je napotil v državljansko vojno v Španijo, kamor je leta 1936 tudi odšel. Ponarejene dokumente je dobil v Parizu, od koder je krenil v Madrid. V vojni je pomagal republiki, ki se je bojevala proti desnici, ki jo je vodil general Franco. Bil je dvakrat ranjen, enkrat huje. Po končani vojni, v kateri je zmagal diktator Franco, je bil poškodovan pripeljan v Francijo, kjer so ga primerno oskrbeli. Ker so ga iz države izgnali, se je odločil oditi v Švico, kjer pa so ga ob nelegalnem prečkanju meje zaprli v švicarski zapor. S pomočjo odvetnika mu je uspelo priti do švicarskega potnega lista, ki ga je dobil na podlagi dokazov, da je v Švici živel njegov ded. Nato se je vrnil v Jugoslavijo, kjer se je vključil v delovanje jugoslovanske komunistične partije. Leta 1940 je začel z odvetniškim pripravništvom, ki pa ga ni dokončal zaradi naglega prihoda vojne v Slovenijo.

### Druga svetovna vojna
Ob začetku vojne 6. april 1941 so člani Komunistične partije ustanovili v Ljubljani operativno komisijo, v kateri je bil Bebler vojaški izvedenec. Do tega položaja je prišel zaradi velikih izkušenj iz Španije. Glavna naloga komisije je bila priprava tehnike za sabotažne akcije na raznih prometnih cestah in železnicah. Na istem sestanku, kot je bila ustanovljena komisija, so sklenili, da bodo ustanovili Osvobodilno fronto. Bebler si je nadel partijsko ime Primož, ki je bilo potrebno zaradi ilegalnega delovanja. Skupaj s svojimi sodelavci je začel načrtovati razne partizanske operacije v okviru OF. Ko je bilo junija 1941 ustanovljeno Vrhovno poveljstvo partizanskih čet, je bil imenovan za načelnika štaba oz. namestnika poveljnika. Ob tako pomembni funkciji je moral obiskovati razne partizanske odrede in se pogovarjati z organizatorji vstaje. V Ljubljanski pokrajini je kot namestnik poveljnika formiral III. grupo odredov. Sredi zime 1942 je dobil zastrupitev krvi v nogi, zaradi česar je imel operacijo. Ljubljano je težko zapustil, ker so Italijani postavili žično ograjo okrog mesta, ki je ovirala prestop. Skozi žico je odšel marca 1942 in se odpravil na Dolenjsko. V maju je pomagal vzpostavili osvobojeno ozemlje na Dolenjskem in Kočevskem, kamor se je preselil glavni štab iz Ljubljane. 19. in 20. aprila 1942 je Bebler odšel na sestanek na hrvaški strani Kolpe, kjer so se domenili, da bodo slovenski partizani nosili titovke. Bebler je takrat v partijskem vodstvu že postal manj vreden, ker je bil intelektualec in ni sovpadal z ideologijo komunizma. Zelo je nasprotoval dejanjem nekaterih partizanov, ki so zlorabili oblast in izvajali nepotrebno nasilje.
Poleti leta 1942 je prišlo do hude ofenzive Italijanov, ki je ogrozila osvobojeno ozemlje. Njen 4. del je bil usmerjen proti partizanski bazi v Kočevskem rogu. Ob času napada Beblerja ni bilo tam, ker je ravno odšel na Notranjsko, bili pa so tam vsi glavni tvorci slovenske komunistične revolucije. Zbral je bližnje partizane v Manevrski bataljon in jim naročil, da naj napada italijanski obroč okoli Roga. Ustanovil je posebno skupino, Beblerjev štab, ki je postal rezervno poveljstvo partizanskih čet. V vasi Trebelno je 4. septembra ustanovil partizansko brigado Matije Gubca iz treh bataljonov. Nato je ustanovil še Cankarjevo brigado. Medtem je odkril, da Rog ni bil več obkoljen. Vodstvo je bilo zelo jezno, ker je Bebler na lastno pest ustanovil dve brigadi. Za kazen so ga razrešili kot namestnika poveljnika Glavnega štaba in ga 5. oktobra poslali na Primorsko. 
Kardelj mu je naročil, da naj na Primorskem in Notranjskem naredi čistko in se znebi vseh sovražnikov (Bela garda, okupator), prepreči pa naj tudi državljansko vojno. Bebler njegovih ukazov ni dosledno upošteval in je spore reševal diplomatsko, razen v najhujših primerih. Prva skrb Aleša Beblerja je bila organizacija OF in partije. Svoje bivališče je imel na Vogrskem pri Petru in Olgi Fornazarič (bunker Pr'Barabonu; Na lepše, oddaja o turizmu Kulturna dediščina v turizmu 1.3.2024 - https://www.rtvslo.si/rtv365/arhiv/175026719?s=tv), kjer je bila tudi centrala gibanja. Skrit je bil v dobro zamaskiranem bunkerju pod goriščem ognjišča. 4. decembra 1942 je sklical posvet v cerkvici pri Braniku, kjer so se zmenili o poteku gibanja. Skoraj bi bil odkrit v svojem bunkerju, ko je italijanski okupator po poročanju Bele garde zasumil, da se v hiši skriva Bebler. Izvedli so racijo 10. marca 1943, bunkerja niso odkrili, Bebler pa je imel  srečo, da je ostal živ in ga niso odkrili med preiskovanjem hiše. Na koncu so gospodinjo Olgo odpeljali v  Tržaške zapore. Čez italijansko območje so ga nato drugi partizani prepeljali na varno do poveljstva Alpske cone. Imel je pomembno delo, moral je hoditi po domovih in skrbeti za partizansko gibanje. 
Ob italijanski kapitulaciji 8. septembra je na Primorskem zavladalo veliko veselje, Bebler pa je bil človek, okrog katerega se je vse sukalo. 11. septembra 1943 je skupaj s kolegoma Beltramom in Jožom Vilfanom ustanovil Primorski narodnoosvobodilni svet, v okviru katerega so v naslednjih dneh sprejeli dve pomembni resoluciji. Prva je govorila o splošni mobilizaciji vsega odraslega prebivalstva, druga pa o priključitvi Primorske Jugoslaviji. Kmalu pa je veselje pokvarila novica, da so Nemci že v Gorici. Po darilu antifašističnega italijanskega vojaka, ki je priskrbel letalo, se je Bebler odločil da bo z njim obvestil partijo o nemški pripravljenosti. Poletel je v Novo mesto, kjer je poročal o množičnosti vstaje na Primorskem in dobil navodila za priključitev te pokrajine Sloveniji. Vrnil se je na Primorsko, od koder se je pred prodirajočimi Nemci umaknil na Vojščico. V Trnovskem gozdu je padel v sovražno zasedo, v kateri so ga sovražniki ranili. Jeseni je moral skupaj s Francetom Bevkom oditi nujno na Kočevsko. Prišla sta samo do Ljubljanskega Barja, kjer nista mogla dobiti nobene zveze, ki jih je, kot sta pozneje izvedela, razbila nemška hajka. Po prihodu na Primorsko sta izvedela, da so ju klicali na zasedanje AVNOJa v Jajce. Na tem sestanku so medtem delegati potrdili priključitev Primorske k Jugoslaviji. Nato se je napotil v Črnomelj, kjer je bilo zborovanje predstavnikov Slovenije. Odšel je skupaj z Bevkom in Srebrničem. Centralni komite ga je kasneje poklical v Belo krajino, od koder ga je avgusta 1944 napotil na Štajersko. 
Prevzel je vodenje pokrajinske organizacije za Štajersko in Koroško, kjer je bil zaslužen za prenovo terenskih organizacij in Osvobodilne fronte, ki so jih načeli začenjati ukrepi domobrancev. V kratkem času je okrepil vodenje upora na Štajerskem. Ponovno si je partizanska vojska okrepila ugled. Pozno jeseni 1944 je bil ponovno poklican v Belo krajino, kjer so mu naročili, da naj ostane v Glavnem štabu in se ukvarja s pisarniškimi dolžnostmi. Kmalu je dobil nalogo, da naj poleti v Knin, kjer naj bi razložil stanje v Sloveniji. Kmalu po govoru je dobil telegram Borisa Kidriča, ki mu je sporočil, da se je stanje poslabšalo. Z letalom je bil napoten v Beograd, kjer se je srečal s Titom in mu  poročal o stanju v Sloveniji. Vrnil se je v Glavni štab v Slovenijo, kjer je kmalu prišlo do konca nemškega odpora. Vodstvo OF se je premaknilo v Ajdovščino, kjer so 5. maja 1945 konstituirali novo vlado. V triumfu se je celotno vodstvo premaknilo v Ljubljano, kjer je bilo na ulicah veliko slavje.

### Povojno obdobje
V prvi slovenski vladi je Bebler dobil mesto finančnega ministra, nad katerim je bil zelo začuden, ker ni bil nikoli strokovnjak na tem področju. Kmalu pa je Kardelj določil, da naj se preseli v urad za zunanje zadeve v Beograd, kamor je prišel sredi poletja 1945. Takratne prednostne naloge so bile priprave na povojne mirovne konference. Ko so ministrstvo razdelili na dva dela - gospodarskega in političnega - je Aleš Bebler zasedel mesto pomočnika na slednjem. Že oktobra 1945 je bil eden od odposlancev na konferenco za reparacijo Nemčije. Sledila so mirovna pogajanja z Italijo, ki je bila za njega ena največjih in najtežjih preizkušenj. Zavzemal se je za pridobitev celotnega slovenskega etničnega ozemlja Slovenije, a to delegaciji ni uspelo zaradi srditega nasprotovanja zahodnih sil. Leta 1948 je jugoslovanska delegacija odšla na mirovno konferenco o režimu plovbe in pravicah priobalnih držav ob Donavi. Na tej konferenci so se že videli globoki razkoraki med Sovjetsko zvezo in Jugoslavijo. Po poglobitvi krize so Beblerja zadolžili, da naj s pomočjo stikov z zahodnimi diplomati razišče možnost za pridobitev ugodnih posojil in gospodarske pomoči. Državni podsekretar je ostal vse do jeseni leta 1949, v tem času je veliko naredil za okrepitev stikov z zahodnimi državami.  
Konec leta je prevzel za Jugoslavijo pomembno mesto kot stalni predstavnik v OZN. Tu je imel pomembno vlogo ob začetku vojne v Koreji leta 1950, med severnim in južnim delom. Skupaj z Egiptom in Indijo je nasprotoval odločitvi, po kateri naj bi južnokorejska vojska postala vojska OZN. Ko se je Generalna skupščina preselila v Pariz, se je jugoslovanski odbor pripravil in predstavil dokaze proti ZSSR. Čez dve leti, 1952, so Beblerja odpoklicali iz OZN in ga ponovno imenovali za namestnika zunanjega ministra. Istega leta se je tudi zamenjal minister, saj je na položaj prišel Koča Popović. Kot predstavnik Jugoslavije je Bebler vodil številne pogovore z veleposlaniki vodilnih držav NATO in pogajanja s Turčijo in Grčijo o sklenitvi trojnega obrambnega zavezništva, ki so ga države podpisale avgusta 1954 na Bledu, neformalno so ga imenovali Balkanski pakt. V 50. letih je sodeloval pri pomembnih dogovorih, ki so kasneje pripeljali do gibanja neuvrščenih. Ko je potekala delitev oblastniškega nadzora med Rankovićem in Kardeljem, je Bebler zastopal stališča slednjega. Bil je tudi dvakrat neuradni kandidat za zunanjega ministra, a na ta položaj ni nikoli prišel zaradi svojih neproletarskih korenin. 
Leta 1955 je bil Bebler premeščen iz zunanjega ministrstva na položaj jugoslovanskega veleposlanika v Parizu. Leta 1961 je moral odstopiti s položaja predsednika zunanjepolitičnega odbora zvezne skupščine, kar je pomenilo slovo od vplivnih položajev v Jugoslaviji. Kot veleposlanik je odšel v daljno Indonezijo. Po dveletnem službovanju se je vrnil v Jugoslavijo kot eden izmed zveznih ustavnih sodnikov. Leta 1967 je bil po prenehanju mandata imenovan za člana Sveta federacije. To je bila nevplivna vladna organizacija, ki je bila brez večjih delovnih obveznosti. V tem času se je ukvarjal še s številnimi mednarodnimi dejavnostmi. Več let je aktivno sodeloval v slovenskem in jugoslovanskem društvu za Organizacijo združenih narodov in se je kot predstavnik Jugoslavije vključil v delovanje Svetovne federacije za združenje OZN. Generalna skupščina OZN ga je izvolila kot enega od treh mednarodnih razsodnikov v sporu med Indijo in Pakistanom. Boril se je, žal brez uspeha, tudi za prekinitev Vietnamske vojne. 
Hudo so ga prizadeli t. i. dachauski procesi, v katerih je bila med drugimi obsojena tudi skupina nekdanjih španskih borcev. Ti procesi so bili podobni Stalinovim čistkam pred drugo svetovno vojno. Zelo si je prizadeval za preprečitev postopkov proti obsojencem, to mu je tudi uspelo leta 1974. Bil je tudi silovit borec tudi za varstvo narave. 20. marca 1971 je prisostvoval ustanovni skupščini Skupnosti za varstvo okolja Slovenije, v katero so se povezale razne naravovarstvene organizacije. Postal je njen podpredsednik in član stalnega odbora.
Postavili so mu več spomenikov po Primorskem, v Ankaranu pa mu je posvečen tudi park.

### Družina
Alešev starejši sin je Anton Bebler, njegov polbrat - Alešev mlajši sin, pa je bil gledališki režiser Primož Bebler (1951-2013).

## Odlikovanja
- red narodnega heroja
- partizanska spomenica 1941